# Tuula (Vorname)
Tuula ist ein weiblicher Vorname.

## Herkunft und Bedeutung
Der Name ist eine finnische Form von Tuuli. Eine estnische Variante ist Tuule.

## Bekannte Namensträgerinnen
- Tuula Haatainen (* 1960), finnische Politikerin
- Tuula Kallioniemi (* 1951), finnische Autorin
- Tuula Myllyniemi (* 1964), finnische Squashspielerin
- Tuula Puputti (* 1977), finnische Eishockeytorhüterin
- Tuula Vilkas (* 1950), finnische Eisschnellläuferin